# Duque de Saldanha
Duque de Saldanha foi um título nobiliárquico de juro e herdade criado pela Rainha D. Maria II de Portugal, por decreto de 4 de novembro de 1846, a favor do marechal D. João Carlos Gregório Domingos Vicente Francisco de Saldanha Oliveira e Daun, 1.º conde e marquês de Saldanha. Antes da elevação a duque o marechal já tinha sido agraciado com os títulos nobiliárquicos de conde de Saldanha, em 14 de janeiro de 1833, e de marquês de Saldanha, em 27 de maio de 1834. Ao Ducado de Saldanha foram concedidas Honras de Parente da Casa Real pelo Rei D. Luís I de Portugal por decreto de 30 de outubro de 1862 e o direito ao tratamento de Dom para todos os descendentes directos, incluindo a linha feminina. 
Também à Casa de Saldanha pertence o título de conde de Almoster, concedido primeiramente a D. Augusto Carlos de Saldanha D'Oliveira e Daun, primogénito do então 1.º marquês de Saldanha, título destinado a ser usado pelos herdeiros da Casa de Saldanha. Com a elevação da Casa a Ducado, o herdeiro dos Duques de Saldanha passou a usar os títulos de conde e marquês de Saldanha, ficando o título de conde de Almoster reservado para filhos segundos dos Duques.
Ao 1.º duque de Saldanha, Marechal D. João Carlos Gregório Domingos Vicente Francisco de Saldanha Oliveira e Daun (1790-1876) foi concedida a honra excepcional de ser sepultado no Panteão Real de São Vicente de Fora (Panteão dos Braganças), por especial ordem régia de D. Luís I de Portugal de 21 de novembro de 1880. Para além do 1.º duque de Saldanha esta honra apenas foi concedida ao 1.º duque da Terceira.

## Condes de Almoster
1. D. Augusto Carlos de Saldanha Oliveira e Daun (1821-1845), 1.º conde de Almoster, herdeiro da Casa de Saldanha, não tendo sobrevivido a seu pai, o 1.º duque de Saldanha
2. D. João Carlos de Saldanha Oliveira e Daun (1858-1897), 2.º conde de Almoster
3. D. João Carlos de Saldanha Oliveira e Daun, 3.º conde de Almoster
4. D. José Augusto de Saldanha Oliveira e Daun (1921-2011), 4.º conde de Almoster
5. D. Nuno Manuel de Saldanha Oliveira e Daun (1948), 5.º conde de Almoster

## Condes de Saldanha
1. D. João Carlos Gregório Domingos Vicente Francisco de Saldanha Oliveira e Daun (1790–1876), 1.º conde, marquês e duque de Saldanha
2. D. João Carlos de Saldanha de Oliveira e Daun (1825–1880), filho do anterior, 2.º conde, marquês e duque de Saldanha
3. D. João Carlos Duarte de Saldanha Oliveira e Daun (n. 1947), 3.º conde, 5.º marquês e 4.º duque de Saldanha
4. D. João Carlos da Cruz Vidal de Saldanha Oliveira e Daun (n. 1976), 4.º conde, 6.º marquês e 5.º duque de Saldanha[3]

## Marqueses de Saldanha
1. D. João Carlos Gregório Domingos Vicente Francisco de Saldanha Oliveira e Daun (1790–1876), 1.º conde, marquês e duque de Saldanha
2. D. João Carlos de Saldanha Oliveira e Daun (1825–1880), filho do anterior, 2.º conde, marquês e duque de Saldanha
3. D. José Augusto de Saldanha Oliveira e Daun, 3.º marquês de Saldanha
4. D. José Augusto Manuel de Saldanha Oliveira e Daun (1921-2011), 4.º marquês e 3.º duque de Saldanha
5. D. João Carlos Duarte de Saldanha Oliveira e Daun (n. 1947), 3.º conde e 5.º marquês de Saldanha
6. D. João Carlos da Cruz Vidal de Saldanha Oliveira e Daun (n. 1976), 4.º conde e 6.º marquês de Saldanha[3]

## Duques de Saldanha
1. D. João Carlos Gregório Domingos Vicente Francisco de Saldanha Oliveira e Daun (1790–1876), 1.º conde, marquês e duque de Saldanha
2. D. João Carlos de Saldanha Oliveira e Daun (1825–1880), filho do antecessor, 2.º conde, marquês e duque de Saldanha.
3. D. José Augusto Manuel de Saldanha Oliveira e Daun (1921-2011), 4.º marquês e 3.º duque de Saldanha
4. D. João Carlos Duarte de Saldanha e Daun (n. 1947), 3.º conde, 5.º marquês e 4.º duque de Saldanha
5. D. João Carlos da Cruz Vidal de Saldanha Oliveira e Daun (n. 1976), 4.º conde, 6.º marquês e 5.º duque de Saldanha[3]